# تيبليتسكايا إيلينا يوسيبوفنا
تيبليتسكايا إيلينا يوسيبوفنا (بالإنجليزية: Teplitskaya Elena Iosipovna)‏ (4 سبتمبر 1916- 1998) كانت طبيبة نفسية ومعلمة وطبيبة أوكرانية.
ولدت يوسيبوفنا في 4 سبتمبر 1916، في منطقة C. Zhmerinka Vinnitsa. دخلت معهد كييف الطبي، وانتهت عام 1938. في ديسمبر 1938، بدأت الدراسة بعد التخرج في قسم علم وظائف الأعضاء المرضي في المعهد الطبي الثاني في كييف. توفيت عام 1998 عن عمر يناهز 82 عامًا.